# Автошлях Т 2017
Автошлях Т 2017 — автомобільний шлях територіального значення в Тернопільській області. Проходить територією Гусятинського району через Гримайлів — Яблунів. Загальна довжина — 24 (40)  км.